# Balatoni Sándor
Balatoni Sándor (Pécs, 1983 –) zeneszerző, orgonaművész, karnagy.

## Tanulmányok
Zongora- és zeneszerzés-tanulmányait követően a budapesti Egyházzenei Intézetben, majd a Pécsi Tudományegyetemen szerzett diplomát egyházkarnagyként, karvezetőként és orgonaművészként. Doktori tanulmányait a Pécsi Tudományegyetemen és az Eastman School of Music egyetemen végezte.

## Munkásság
A Pécsi Tudományegyetem adjunktusa, a pécsi Piusz-templom orgonistája és karnagya, a Pannon Filharmonikusok orgonistája, a Mecsek Kórus karnagya.

## Művek és díjak
Zeneszerzőként 2009-ben elnyerte a Magyar Jezsuita Rendtartomány kórusműpályázatának különdíját Suscipe Domine művével. 2010-ben a Pécsi Egyházmegye zeneszerzés pályázatának III. díját nyerte el zenekaros Szent Mór miséjével. 2014-ben a Kórusok éjszakája fesztivál kórusműpályázatának különdíjával tüntették ki Immár a nap leáldozott kompozícióját. 2016 novemberében Csorba díjat kapott Zöld és fény című kompozíciójáért. 2017-ben elnyerte az Európai Kórusszövetség zeneszerzői pályázatának I. díját Cantate Domino művével. Zeneszerzői tevékenységét 2017-ben az Emberi Erőforrások Minisztériuma Elismerő oklevéllel jutalmazta. 2018-ban a Nemzetközi Eucharisztikus Kongresszus népének pályázatának II. díját nyerte el, 2020-ban a Müpa Jubileumi Zeneműpályázatán nyert díjat, de a budapesti Petőfi Irodalmi Múzeum pályázatán is díjazták kórusművét. 2021-ben Ave verum kórusműve különdíjat nyert az ausztriai nemzetközi kórusműpályázaton, Lift every voice and sing! kórusműve pedig III. díjat a HangKELTŐ ifjúsági zeneszerzésversenyen. 2022-ben zeneszerzői KÓTA-díjjal tüntették ki munkásságáért.
Köztársasági, Fulbright és Erasmus ösztöndíja mellett 2012-ben Junior Prima díjat kapott. Több díjat nyert a Mecsek Kórussal is, köztük a Croatia Cantat I. díját, karnagyi különdíját és a Chanakkale nemzetközi kórusverseny II. díját, Chanakkale régió különdíját, valamint a legjobb repertoár különdíját is.